# Moiré (Ródano)
Moiré é uma comuna francesa na região administrativa de Auvérnia-Ródano-Alpes, no departamento de Ródano. Estende-se por uma área de 2,03 km². Em 2010 a comuna tinha 228 habitantes (densidade: 112,3 hab./km²).